# 185 v.Chr.
185 v.Chr. is een jaartal volgens de christelijke jaartelling.

## Gebeurtenissen

### Italië
- Appius Claudius Pulcher en Marcus Sempronius Tuditanus zijn consul in het Imperium Romanum.
- Scipio Africanus en zijn broer Lucius Cornelius Scipio Asiaticus worden in de Senaat, door Cato de Oudere beschuldigd van corruptie en het aannemen van steekpenningen voor milde vredesvoorwaarden tegen Antiochus III. Dankzij zijn militaire prestaties, wordt hij door de Romeinen op het Capitool gehuldigd en Lucius Cornelius Scipio vrijgesproken.
- Scipio Africanus trekt zich terug naar Campanië, op zijn landgoed bij de stad Liternum.

### Europa
- Koning Cap (185 - 179 v.Chr.) volgt zijn vader Bledudo op als heerser van Brittannië.

### India
- Brihadratha, de laatste heerser van de Mauryadynastie wordt vermoord. De macht wordt overgenomen door zijn generaal, Pusyamitra Sunga, de grondvester van de Sungadynastie. Hij vestigt zich in Pataliputra en begint met de vernietiging van de boeddhistische kloosters.

## Geboren
- Cleopatra II (~185 v.Chr. - ~116 v.Chr.), koningin van Egypte
- Publius Cornelius Scipio Aemilianus Africanus (~185 v.Chr. - ~129 v.Chr.), Romeins consul en veldheer